# Comuna Vozneșeni, Tarutino
Vozneșeni (în ucraineană Вознесенка Друга, transliterat: Voznesenka Druha) este o comună în raionul Tarutino, regiunea Odesa, Ucraina, formată din satele Căpriori, Voevodul Mihail, Krolivka, Gheorgheni Vechi și Vozneșeni (reședința).

## Demografie
Componența lingvistică a comunei Vozneșeni
     Bulgară (56,37%)
     Ucraineană (22,81%)
     Rusă (7,46%)
     Română (6,85%)
     Găgăuză (6,24%)
Conform recensământului din 2001, majoritatea populației comunei Vozneșeni era vorbitoare de bulgară (56,37%), existând în minoritate și vorbitori de ucraineană (22,81%), rusă (7,46%), română (6,85%) și găgăuză (6,24%).